# SN 2007mb
SN 2007mb – supernowa typu Ia odkryta 8 października 2007 roku w galaktyce A005011+0040. W momencie odkrycia miała maksymalną jasność 21,10m.